# Museum am Dom Trier

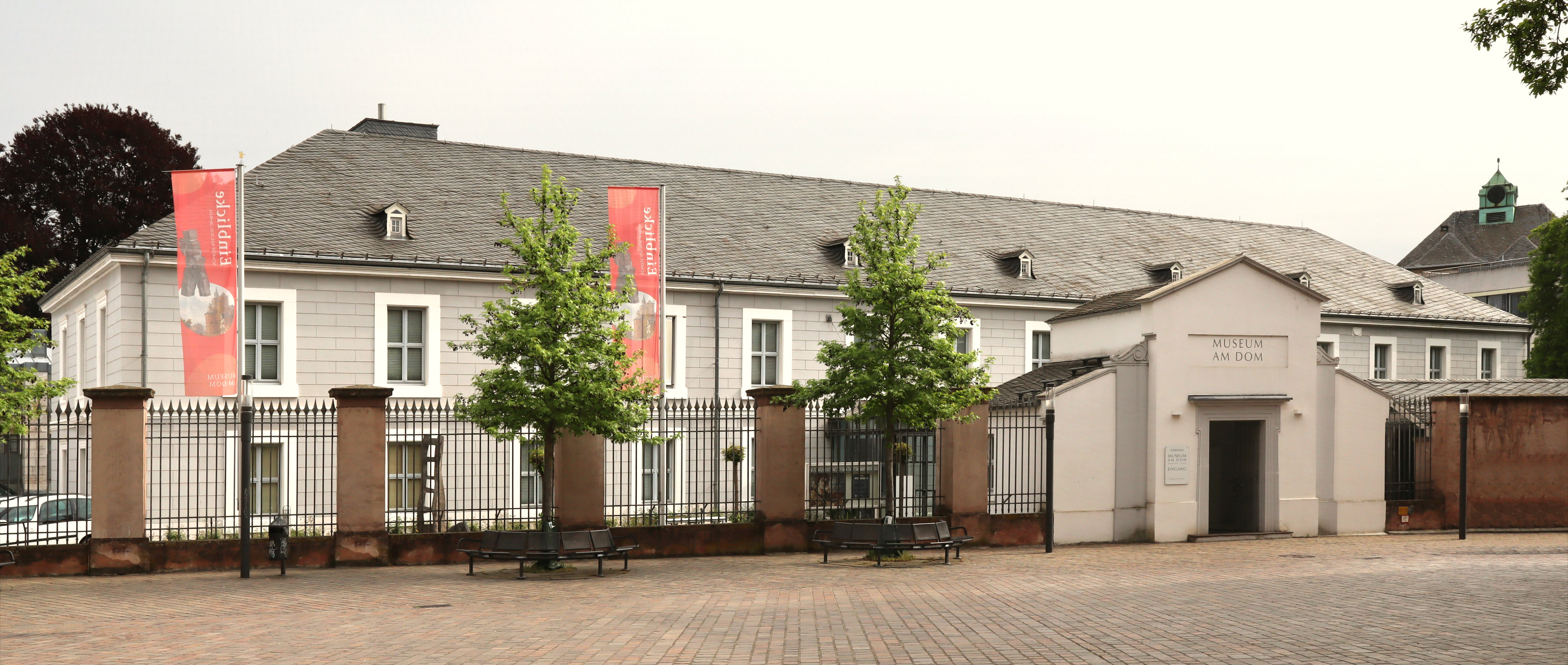
Museum am Dom (2022)

Das Museum am Dom Trier (bis 2010 Bischöfliches Dom- und Diözesanmuseum) ist ein Museum des Bistums Trier, das die Aufgabe hat, die Kultur- und Frömmigkeitsgeschichte des Bistums Trier zu erforschen und der Öffentlichkeit zugänglich zu machen. Darüber hinaus erforscht das Museum die spätantiken Vorgängerbauten des Trierer Doms, der ältesten deutschen Bischofskirche.

## Sammlung
Die Sammlung umfasst u. a. konstantinische Deckenmalereien, die unter dem Trierer Dom gefunden wurden, liturgische Gewänder und Geräte, Christus- und Marienbilder, Ikonen sowie Exponate religiöser Volkskunst, die die seit 1512 stattfindenden Wallfahrten zum Heiligen Rock dokumentieren.
Grabmonumente bilden einen weiteren Schwerpunkt in der Sammlung. Dazu zählen sowohl Reliefs antiker Grabmonumente sowie Stücke mit frühchristlichen Grabinschriften. Aus dem Mittelalter und der Frühen Neuzeit stammen die Fragmente von vier herausragenden Bischofsgrabmälern aus dem Trierer Dom und der Liebfrauenkirche. Das künstlerisch bedeutendste ist sicherlich das 1462 von dem Bildhauer Nikolaus Gerhaert von Leyden geschaffene Grabmal für Erzbischof Jakob von Sierck.

## Leiter
- 1904–1924: Johannes Wiegand
- 1924–1952: Nikolaus Irsch
- 1952–1984: Theodor Konrad Kempf
- 1985–2010: Winfried Weber
- seit 2010: Markus Groß-Morgen